# Ян Чихольд
Ян Чи́хольд (нім. Jan Tschichold, 2 квітня 1902, Лейпциг, Німеччина — 11 серпня 1974, Локарно, Швейцарія) — відомий європейський типограф, дизайнер, викладач і письменник.
Народився в Лейпцизі, Німеччна, де виріс і 1919 вступив до «Академії книжної справи і графіки»; у 1922—1925 там же викладав каліграфію в вечірніх класах.
1925 вийшла його брошура «Elementare Typographie», яка разом із книгою «Die Neue Typographie» здійснила переворот у способах набору. з 1926 він викладає каліграфію і стилистику набору в Мюнхені в Школі майстрів німецького книгодрукування.
Ян Чихольда зробив багато англійських і швейцарських книг. Його викладацька діяльність і створені книги значно вплинули на сучасників і майбутніх поліграфістів Європи й Америки.
Він написав більш як п'ятдесят книг, присвячених шрифту і його історії, типографській майстерності і китайській графіці.
1965 Яна Чихольда піднесли до рангу Почесного королівського дизайнера.